# Monroe (Washington)
Monroe és una població dels Estats Units a l'estat de Washington. Segons el cens del 2009 tenia 17.286 habitants.

## Demografia
Segons el cens del 2000, Monroe tenia 13.795 habitants, 4.173 habitatges, i 3.058 famílies. La densitat de població era de 921,5 habitants per km².
Dels 4.173 habitatges en un 45,7% hi vivien nens de menys de 18 anys, en un 57,8% hi vivien parelles casades, en un 10,5% dones solteres, i en un 26,7% no eren unitats familiars. En el 20,6% dels habitatges hi vivien persones soles el 8,6% de les quals corresponia a persones de 65 anys o més que vivien soles. El nombre mitjà de persones vivint en cada habitatge era de 2,83 i el nombre mitjà de persones que vivien en cada família era de 3,26.
Per edats la població es repartia de la següent manera: un 27,4% tenia menys de 18 anys, un 8,9% entre 18 i 24, un 41,4% entre 25 i 44, un 14,2% de 45 a 60 i un 8% 65 anys o més.
L'edat mediana era de 31 anys. Per cada 100 dones de 18 o més anys hi havia 137,3 homes.
La renda mediana per habitatge era de 50.390 $ i la renda mediana per família de 55.793 $. Els homes tenien una renda mediana de 39.847 $ mentre que les dones 31.633 $. La renda per capita de la població era de 18.912 $. Aproximadament el 5,6% de les famílies i el 8,9% de la població estaven per davall del llindar de pobresa.

## Poblacions més properes
El següent diagrama mostra les poblacions més properes.